# Liste von Flüssen in Taiwan

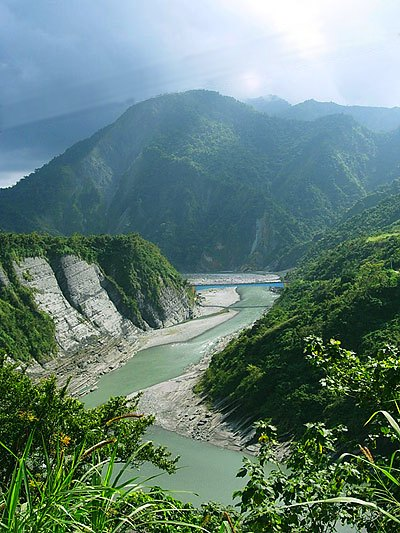
Xiuguluan-Flusstal im Landkreis Hualien

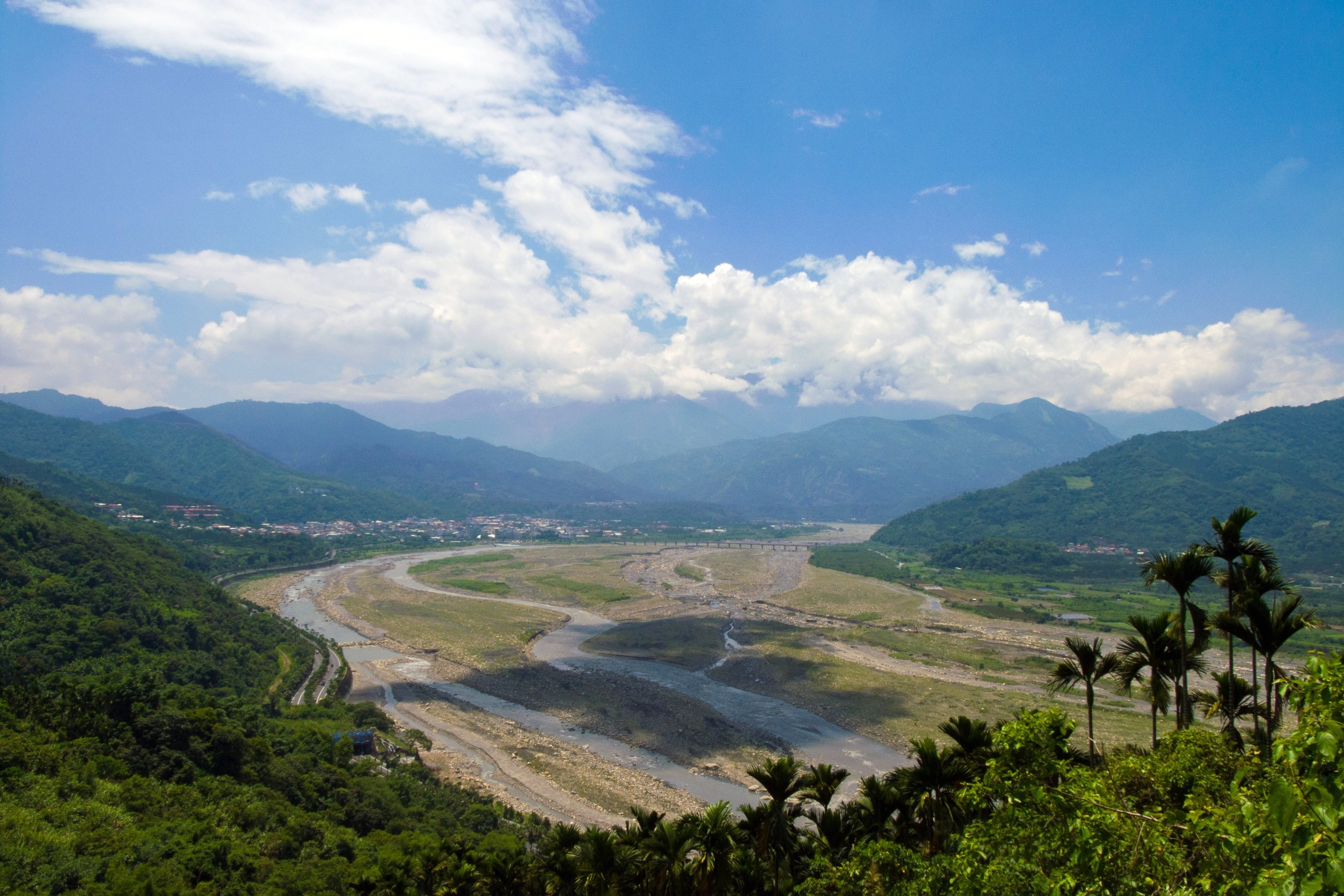
Flusstal des Zhuoshui nahe Shuili (Landkreis Nantou)

Die folgende Tabelle listet eine Auswahl der größten Flüsse der Republik China und der Insel Taiwan mit Quellgebiet, Mündung, Länge des Hauptstroms und Einzugsgebiet auf.
| Flussname          | Quelle                                               | Verlauf durch                               | Mündung                        | Einzugsgebiet (km²) | Länge des Hauptstroms (km) |
| ------------------ | ---------------------------------------------------- | ------------------------------------------- | ------------------------------ | ------------------- | -------------------------- |
| Lanyang 蘭陽溪     | Nanhubeishan 南湖北山                                | Landkreis Yilan                             | Zhuangwei und Wujie            | 978                 | 73                         |
| Fengshan 鳳山溪    | Najieshan 那結山                                     | Taoyuan, Hsinchu, Landkreis Hsinchu         | Hsinchu und Zhubei             | 250                 | 45,5                       |
| Touqian 頭前溪     | Luchangdashan und Lidongshan 鹿場大山, 李棟山        | Landkreis Hsinchu, Hsinchu                  | Hsinchu und Zhubei             | 566                 | 63                         |
| Zhonggang 中港溪   | Luchangdashan 鹿場大山                               | Landkreis Miaoli, Landkreis Hsinchu         | Houlong und Zhunan             | 446                 | 54                         |
| Houlong 後龍溪     | Luchangdashan 鹿場大山                               | Landkreis Miaoli                            | Houlong                        | 537                 | 58,3                       |
| Da’an 大安溪       | Dabajianshan 大霸尖山                                | Landkreis Miaoli, Taichung                  | Dajia und Da’an                | 758                 | 95,8                       |
| Dajia 大甲溪       | östlicher Nanhushan 南湖東山                         | Taichung                                    | Qingshui und Da’an             | 1236                | 124,2                      |
| Wu 烏溪            | Hehuanshan 合歡山                                    | Landkreise Nantou, Changhua, Taichung       | Longjing und Shengang          | 2026                | 119,1                      |
| Zhuoshui 濁水溪    | Hehuanshan 合歡山                                    | Landkreise Nantou, Changhua, Yunlin, Chiayi | Dacheng und Mailiao            | 3157                | 186,6                      |
| Beigang 北港溪     | Cising 七星嶺                                        | Landkreis Yunlin, Landkreis Chiayi          | Kouhu und Dongshi              | 645                 | 82                         |
| Puzi 朴子溪        | Yucaikeng 芋菜坑                                     | Landkreis Chiayi, Chiayi                    | Dongshi                        | 427                 | 75,9                       |
| Bazhang 八掌溪     | Fencihu 奮起湖                                       | Landkreis Chiayi, Chiayi, Tainan            | Budai und Beimen               | 475                 | 80,9                       |
| Jishui 急水溪      | Binglangshan 檳榔山                                  | Tainan                                      | Beimen                         | 379                 | 65                         |
| Zengwen 曾文溪     | Alishan 阿里山                                       | Tainan                                      | Annan und Qigu                 | 1177                | 138,5                      |
| Yanshui 鹽水溪     | Dakengwei 大坑尾                                     | Tainan                                      | Annan und Anping               | 340                 | 41,3                       |
| Erren 二仁溪       | Shanjuhu 山豬湖                                      | Tainan, Kaohsiung                           | Südbezirk (Tainan) und Qieding | 339                 | 61,2                       |
| Agongdian 阿公店溪 | Ushantou 烏山頂                                      | Kaohsiung                                   | Yong’an und Mituo              | 137                 | 38                         |
| Gaoping 高屏溪     | Yushan 玉山                                          | Kaohsiung, Landkreis Pingtung               | Linyuan und Xinyuan            | 3257                | 171                        |
| Donggang 東港溪    | Dawushan 大武山                                      | Landkreis Pingtung                          | Xinyua und Donggang            | 472                 | 44                         |
| Sizhong 四重溪     | Leilongshan 里龍山                                   | Landkreis Pingtung                          | Checheng                       | 125                 | 31,9                       |
| Beinan 卑南溪      | Beinan-Hauptgipfel (Zentralgebirge) 中央山脈卑南主峰 | Landkreis Taitung                           | Taitung                        | 1603                | 84,4                       |
| Xiuguluan 秀姑巒溪 | Luntianshan 崙天山                                   | Landkreis Hualien, Landkreis Taitung        | Fengbin                        | 1790                | 81,2                       |
| Hualien 花蓮溪     | Baganshan 拔子山                                     | Landkreis Hualien                           | Hualien                        | 1507                | 57,3                       |
| Heping 和平溪      | nördlicher Nanhushan 南湖北山                        | Landkreis Hualien, Landkreis Yilan          | Xiulin und Nan’ao              | 562                 | 48,2                       |